# Asiatyphlopinae
Asiatyphlopinae is een onderfamilie van slangen uit de familie wormslangen (Typhlopidae).

## Naam en indeling
De wetenschappelijke naam van de groep werd voor het eerst voorgesteld door Stephen Blair Hedges, Angela B. Marion, Kelly M. Lipp, Julie Marin en Nicolas Vidal in 2014. Er zijn 129 soorten verdeeld in negen geslachten.

## Verspreidingsgebied
De slangen komen voor in delen van Azië, Australië het Arabisch Schiereiland, zuidoostelijk Europa extreem noordoostelijk Afrika.

## Geslachten
De onderfamilie omvat de volgende geslachten, met de auteur, het soortenaantal en het verspreidingsgebied.
| Naam           | Auteur                                    | Soorten | Verspreidingsgebied                                                                              |
| -------------- | ----------------------------------------- | ------- | ------------------------------------------------------------------------------------------------ |
| Acutotyphlops  | Wallach, 1995                             | 5       | Azië                                                                                             |
| Anilios        | Gray, 1845                                | 48      | Azië en Australië                                                                                |
| Argyrophis     | Gray, 1845                                | 12      | Azië                                                                                             |
| Cyclotyphlops  | Bosch & Ineich, 1994                      | 1       | India (Sulawesi)                                                                                 |
| Indotyphlops   | Hedges, Marion, Lipp, Marin & Vidal, 2014 | 22      | Azië                                                                                             |
| Malayotyphlops | Hedges, Marion, Lipp, Marin & Vidal, 2014 | 12      | Zuidoost-Azië                                                                                    |
| Ramphotyphlops | Fitzinger, 1843                           | 22      | Azië en Australië                                                                                |
| Sundatyphlops  | Schlegel, 1839                            | 1       | Azië                                                                                             |
| Xerotyphlops   | Hedges, Marion, Lipp, Marin & Vidal, 2014 | 6       | Arabisch Schiereiland, zuidoostelijk Europa, zuidwestelijk Azië en extreem noordoostelijk Afrika |